# Albisola Superiore
Albisola Superiore je obec (comune) v Provincii Savona v italském regionu Liguria. Nachází se zhruba 22 kilometrů jihozápadně od města Janov a okolo 5 kilometrů severovýchodně od Savony.

## Hlavní památky
- Středověký hrad
- Svatyně Madonna della Pace (Madonna míru), na cestě směrem na Stella.
- Villa Gavotti

## Osobnosti
- Giuliano della Rovere, Julius II.
- Juan Bautista Chapa (Giovanni Bautista Schiapapria)
- Giampaolo Parini (umělec)[2]
- Davide Biale (virtuálně známý jako Davie504), baskytarista[3]